# Javier González Etxebarria
Fernando Javier González Etxebarria (Bilbao, Vizcaya, 21 de mayo de 1964) es un exfutbolista y entrenador de fútbol español Como futbolista se desempeñaba como defensa.

## Trayectoria como futbolista
Se formó en la cantera del Athletic Club, llegando al Bilbao Athletic en 1982. Debutó en Primera División en la jornada de huelga de futbolista profesionales. Este partido se disputó 9 de septiembre de 1984. Continuó su carrera deportiva en las filas de la UD Salamanca, donde pasó cinco temporadas. Posteriormente jugó para el Sestao Sport, CP Mérida, CD Basconia (antes de ser filial del Athletic Club) y Club Portugalete, retirándose en 1997 después de tres temporadas en el club jarrillero.

## Clubes como jugador
| Club              | País   | Temporada   |
| ----------------- | ------ | ----------- |
| Bilbao Athletic   | España | 1982 - 1985 |
| UD Salamanca      | España | 1985 - 1990 |
| Sestao Sport Club | España | 1990 - 1991 |
| CP Mérida         | España | 1991 - 1993 |
| CD Basconia       | España | 1993 - 1994 |
| Club Portugalete  | España | 1994 - 1997 |

## Clubes como entrenador
| Club                     | País   | Periodo     |
| ------------------------ | ------ | ----------- |
| CD Getxo                 | España | 2003        |
| Club Portugalete         | España | 2003 - 2006 |
| SD Lemona                | España | 2007 - 2009 |
| Barakaldo CF             | España | 2009 - 2010 |
| SD Lemona                | España | 2011        |
| Arenas Club              | España | 2012 - 2014 |
| Club Deportivo Santurtzi | España | 2015 - 2016 |